# Мирша
Мирша — деревня в Дальнеконстантиновском районе Нижегородской области. Входит в состав Кужутского сельсовета.

## География
Находится в 17 км от Дальнего Константинова и в 41 км от Нижнего Новгорода.

## История
В «Списке населенных мест» Нижегородской губернии по данным за 1859 год значится как владельческая деревня с двумя заводами при речке Пустере в 43 верстах от Нижнего Новгорода. В деревне насчитывалось 115 дворов и проживало 853 человека (355 мужчин и  498 женщин). В национальном составе населения преобладали терюхане.

## Население
| 2002 | 2010 |
| ---- | ---- |
| 77   | ↘57  |

Национальный состав
Согласно результатам переписи 2002 года, в национальной структуре населения русские составляли  97% из 77 человек.